# Sołoniów
Sołoniów (ukr. Солонів) – wieś na Ukrainie, w obwodzie rówieńskim, w rejonie dubieńskim, w hromadzie Demidówka. W 2019 liczyła 229 mieszkańców.
W okresie międzywojennym wieś znajdowała się w granicach II RP, wchodząc w skład gminy Tesłuhów w powiecie dubieńskim, w województwie wołyńskim.